# Златарица (община)
Златарица (болг. Община Златарица) — община в Болгарии. Входит в состав Великотырновской области. Население составляет 5014 человека (на 21.07.05 г.).

## Состав общины
В состав общины входят следующие населённые пункты:
1. Горна-Хаджийска
2. Горско-Ново-Село
3. Дедина
4. Дединци
5. Делова-Махала
6. Долно-Шивачево
7. Дылги-Припек
8. Златарица
9. Калайджии
10. Новогорци
11. Овоштна
12. Равново
13. Разсоха
14. Резач
15. Родина
16. Росно
17. Сливовица
18. Средно-Село
19. Чешма
20. Чистово